# Jason Clare
Pour les articles homonymes, voir Clare.
Jason Dean Clare, né le 22 mars 1972 à Sydney, est un homme politique australien. Membre du Parti travailliste (ALP), il représente la circonscription de Blaxland à l'ouest de Sydney.
Clare et membre du cabinet fantôme entre 2013 et 2022, sous le contrôle des chefs de l'opposition Bill Shorten et Anthony Albanese. Il est ministre dans les gouvernements de Julia Gillard et Kevin Rudd entre 2010 et 2013, servant comme ministre de l'Industrie de la Défense (en) (2010-2011), des Affaires internes (en) (2011-2013) et Secrétaire du Cabinet (en) (2013).
Il revient au cabinet en tant que ministre de l'Éducation à la suite de la prise du pouvoir des Travaillistes après les élections fédérales de 2022.

## Biographie

### Éducation
Né à Sydney, Clare grandit dans la région du Greater Western Sydney (en). Il fréquente l'école publique de Cabramatta et ensuite l'école secondaire de Canley Vale. Lorsqu'il quitte l'école, il se joint aux Parti travailliste et travaille comme secrétaire de la branche de Cabramatta pendant dix ans (1992-2002). Il complète un baccalauréat en arts et un Bachelor of Laws à l'université de Nouvelle-Galles du Sud. Ensuite, il est conseiller sénior du premier ministre de Nouvelle-Galles du Sud Bob Carr et un gestionnaire de Transurban, une entreprise australienne de gestion d'infrastructures de transport,.

## Carrière politique

### Présélection
Clare se présente à la nomination pour la circonscription de Blaxland en 2007, contre le député travailliste sortant, en poste pendant onze ans, Michael Hatton (en),,. Remportant l'investiture contre Hatton, il défait également George Williams (en) qui avait reçu l'appui de l'exécutif de l'ALP, ainsi que de l'ancien premier ministre Gough Whitlam. Retenu comme candidat de Blaxland, en 2007, Clare remporte l'élection fédérale, alors que son parti gagne le gouvernement.
Clare est alors présenté comme un potentiel futur chef du Parti travailliste, mais il nie tout intérêt pour la fonction. Il prétexte ne seulement vouloir accéder qu'au rôle de ministre de l'Éducation,. Il atteint son objectif le 1er juin 2022.

### Gouvernement Rudd-Gillard (2007-2013)
Clare est nommé secrétaire parlementaire à l'Emploi en juin 2009. Suivant une lutte de pouvoir interne au parti à la suite de laquelle Julia Gillard devient première ministre, Clare accède au cabinet en tant que ministre du Matériel de Défense en septembre 2010. Il conserve la circonscription de Blaxland à la suite de l'élection fédérale de 2010.
Le 12 décembre 2011, Clare est nommé ministre des Affaires internes et ministre de la Justice. En mars 2012, il récupère le ministère du Matériel de Défense.
Le 4 février 2013, Clare remplace Mark Dreyfus (en) au poste de secrétaire du Cabinet, abandonnant au passage son portefeuille. Il perd ses ministères avec la défaite travailliste après l'élection fédérale de 2013. Entretemps, le 1er juillet, il assiste à la reprise du pouvoir par Kevin Rudd et est remplacé en tant que secrétaire de Cabinet par Alan Griffin (en).

### Opposition (2013-2022)
Clare devient membre sénior du cabinet fantôme qui se forme après la défaite travailliste de 2013. L'opposition est alors sous le contrôle de Bill Shorten et Anthony Albanese. Il sert comme ministre fantôme au ministère des Communications (2013-2016), aux Ressources et Nord australien (2016-2019), Commerce et Investissement (2016-2019), Service régionaux, Territoires et Gouvernements locaux (2019-2022), ainsi que Habitation et Itinérance (2019-2022).
Clare devient un membre important du cabinet fantôme après la défaite du parti travailliste en 2013, sous la direction des chefs de l'opposition Bill Shorten et Anthony Albanese. Il sert comme ministre fantôme des communications (2013-2016), des ressources et de l'Australie du Nord (2016-2019), du commerce et de l'investissement (2016-2019), des services régionaux, des territoires et de l'administration locale (2019-2022), et du logement et des sans-abri (2019-2022).

### Gouvernement Albanese (depuis 2022)
Remportant avec son parti l'élection fédérale de 2022, Clare devient ministre de l'Éducation dès le 1er juin 2022 dans le nouveau Gouvernement Albanese. En janvier 2023, il commente l'affaire concernant la demande de visa de Kanye West. Ce dernier se voyant refuser sa demande en raison de ses éloges pour Adolf Hitler et ses commentaires antisémites.

## Opinions politiques
Suivant l'élection de 2013, Clare blâme les querelles intestines entre Julia Gillard et Kevin Rudd et y voit les causes de la défaite travailliste. Il indique qu'il est temps d'avoir un changement générationnel au sein de la direction du parti.
Membre de la faction Labor Right (en) (travailliste de droite) et suivant la défaite de 2019, il donne son soutien à Chris Bowen (en) pour remplacer Shorten à la tête du parti. Néanmoins, Bowen abandonne, laissant le champ libre à Albanese, membre de la Left faction, qui est élu sans opposition.
Clare est favorable au mariage entre conjoints de même sexe. Cependant, l'électorat de sa circonscription avait le pourcentage le plus élevé de « non » lors du vote postal sur la Consultation australienne sur la légalisation du mariage homosexuel avec 73,9 % des répondants en désaccord.